# Arthur (futebolista)
Arthur Augusto de Matos Soares, mais conhecido como Arthur (Belo Horizonte, 17 de março de 2003), é um futebolista brasileiro que atua como lateral-direito. Atualmente, joga pelo Bayer Leverkusen.

## Carreira

### Antecedentes
Nascido em Belo Horizonte, Minas Gerais, Arthur começou no futsal aos 6 anos, em uma das escolinhas do América Mineiro. Durante sua formação, o atleta passou a jogar futebol. Arthur chegou ao Dínamo de Araxá no início de 2018, quando completou 14 anos, para defender a equipe sub-15. A passagem foi curta e durou apenas quatro meses, quando foi contratado para a equipe sub-15 do América.
Em 2018, Arthur fez um teste e foi aprovado para atuar na categoria sub-17 do América Mineiro. No ano seguinte, o jogador foi emprestado ao Flamengo e retornou em meados de 2021, para integrar o elenco sub-20 do América. No sub-20, Arthur foi campeão do Campeonato Mineiro Sub-20 de 2021. Na final, o América venceu o Cruzeiro por 3 a 2, com um dos gols marcados pelo lateral.

### América Mineiro

#### 2022
Arthur foi integrado ao time profissional do América Mineiro no ano de 2022. Fez sua estreia como jogador profissional no dia 25 de janeiro, entrando como titular em uma derrota fora de casa por 2 a 1 para a Caldense, onde deu uma assistência pro único gol do América na partida, pelo Campeonato Mineiro de 2022.
Fez sua estreia oficial em uma partida de um campeonato nacional em 10 de maio, entrando como substituto em uma vitória em casa por 2 a 0 sobre o CSA, pela Copa do Brasil de 2022.
Arthur chegou a fazer sete jogos pelo Campeonato Brasileiro de 2022, mas foi muito discreto em suas aparições. O jogador esteve várias vezes relacionado ao elenco, mas não chegou a entrar em campo na maior parte do tempo por conta Patric, Raúl Cáceres, e, por vezes, quando era utilizado de maneira ofensiva, Pedrinho.

#### 2023
Fez sua estreia na temporada de 2023 no dia 25 de fevereiro, entrando como substituto em um empate fora de casa por 1 a 1 pelo clássico contra o Atlético Mineiro, pelo Campeonato Mineiro de 2023. Arthur fez sua primeira partida em uma competição continental no dia 5 de abril, entrando como titular em uma vitória em casa por 4 a 1 sobre o Peñarol, pela Copa Sul-Americana de 2023.
Em sua segunda temporada, o jogador chegou a disputar o título do Campeonato Mineiro, mas viu seu time ser derrotado pelo Galo Doido nos dois jogos decisivos. Na sequência, amargou muitos jogos no banco de reservas e deixou o seu time com apenas 27 partidas feitas. O atleta deixou o América ainda no começo do Campeonato Brasileiro, onde fizera um jogo.

### Bayer Leverkusen

#### 2023–24
No dia 3 de abril de 2023, foi oficializada a venda de Arthur ao clube alemão Bayer Leverkusen. Sendo essa, a maior venda da história do América Mineiro, por um valor em torno de 7 milhões de euros (Cerca de 38 milhões de reais) e manterá 10% dos direitos econômicos do atleta, por um contrato até junho de 2028.
Sob o comando de Xabi Alonso, o jogador estreou no dia 12 de agosto de 2023 em uma goleada de 8 a 0 diante o Teutonia. O jogador chegou a atuar por duas partidas na Bundesliga vencida pela sua equipe, mas se lesionou gravemente e parou de ser relacionado para os jogos para tratar de seu problema na coxa esquerda.

## Seleção Brasileira

### Sub-20
No início de 2023, Arthur foi convocado para a disputa do Campeonato Sul-Americano Sub-20, na Colômbia. Titular do time do técnico Ramon Menezes, o lateral anotou duas assistências em oito jogos disputados no torneio. Arthur foi um dos grandes destaques da competição, que terminou com a vitória do Brasil. O lateral despertou o interesse de diversos clubes europeus interesse de diversos clubes europeus, entre eles o Barcelona.
Em 28 de abril de 2023, Arthur foi convocado pela Seleção sub-20 para a disputa da Copa do Mundo FIFA Sub-20 de 2023, na Argentina, onde foi titular por quatro partidas.

### Principal
Em 25 de março de 2023, ele fez sua estreia pela seleção principal em um amistoso contra o Marrocos.

## Estatísticas
Atualizado até 28 de junho de 2023.

### Clubes
| Equipe            | Temporada         | Campeonato nacional | Campeonato nacional | Campeonato nacional | Copa nacional[a] | Copa nacional[a] | Copa nacional[a] | Competições continentais[b] | Competições continentais[b] | Competições continentais[b] | Outros torneios[c] | Outros torneios[c] | Outros torneios[c] | Total | Total | Total   |
| Equipe            | Temporada         | Jogos               | Gols                | Assist.             | Jogos            | Gols             | Assist.          | Jogos                       | Gols                        | Assist.                     | Jogos              | Gols               | Assist.            | Jogos | Gols  | Assist. |
| ----------------- | ----------------- | ------------------- | ------------------- | ------------------- | ---------------- | ---------------- | ---------------- | --------------------------- | --------------------------- | --------------------------- | ------------------ | ------------------ | ------------------ | ----- | ----- | ------- |
| América Mineiro   | 2022              | 7                   | 0                   | 0                   | 1                | 0                | 0                | 0                           | 0                           | 0                           | 8                  | 0                  | 1                  | 16    | 0     | 1       |
| América Mineiro   | 2023              | 1                   | 0                   | 0                   | 3                | 0                | 0                | 1                           | 0                           | 1                           | 6                  | 0                  | 1                  | 11    | 0     | 2       |
| América Mineiro   | Total             | 8                   | 0                   | 0                   | 4                | 0                | 0                | 1                           | 0                           | 1                           | 14                 | 0                  | 2                  | 27    | 0     | 3       |
| Bayer Leverkusen  | 2023–24           | 0                   | 0                   | 0                   | 0                | 0                | 0                | 0                           | 0                           | 0                           | —                  | —                  | —                  | 0     | 0     | 0       |
| Bayer Leverkusen  | Total             | 0                   | 0                   | 0                   | 0                | 0                | 0                | 0                           | 0                           | 0                           | 0                  | 0                  | 0                  | 0     | 0     | 0       |
| Total na carreira | Total na carreira | 8                   | 0                   | 0                   | 4                | 0                | 0                | 1                           | 0                           | 1                           | 14                 | 0                  | 2                  | 27    | 0     | 3       |

- a. ^ Jogos da Copa do Brasil e da Copa da Alemanha
- b. ^ Jogos da Copa Libertadores da América, da Copa Sul-Americana e da Liga Europa da UEFA
- c. ^ Jogos do Campeonato Mineiro

### Seleção Brasileira
Sub-20
| Ano   |       |      |         |
| Ano   | Jogos | Gols | Assist. |
| ----- | ----- | ---- | ------- |
| 2023  | 12    | 0    | 2       |
| Total | 12    | 0    | 2       |

Principal
| Ano   |       |      |         |
| Ano   | Jogos | Gols | Assist. |
| ----- | ----- | ---- | ------- |
| 2023  | 1     | 0    | 0       |
| Total | 1     | 0    | 0       |

Seleção Brasileira (total)
| Ano   |       |      |         |
| Ano   | Jogos | Gols | Assist. |
| ----- | ----- | ---- | ------- |
| 2023  | 13    | 0    | 2       |
| Total | 13    | 0    | 2       |

 
|}
Expanda a caixa de informações para conferir todos os jogos deste jogador, pela sua seleção nacional.
Sub-20
|     | Data                   | Local                                   | Resultado | Adversário           | Gol(s) | Assist. | Competição    |
| --- | ---------------------- | --------------------------------------- | --------- | -------------------- | ------ | ------- | ------------- |
| 1.  | 19 de janeiro de 2023  | Estádio Olímpico Pascual Guerrero, Cáli | 3–0       | Peru                 | 0      | 0       | Sul-Americano |
| 2.  | 23 de janeiro de 2023  | Estádio Olímpico Pascual Guerrero, Cáli | 3–1       | Argentina            | 0      | 0       | Sul-Americano |
| 3.  | 25 de janeiro de 2023  | Estádio Olímpico Pascual Guerrero, Cáli | 1–1       | Colômbia             | 0      | 0       | Sul-Americano |
| 4.  | 27 de janeiro de 2023  | Estádio Olímpico Pascual Guerrero, Cáli | 2–1       | Paraguai             | 0      | 0       | Sul-Americano |
| 5.  | 31 de janeiro de 2023  | Estádio El Campín, Bogotá               | 3–1       | Equador              | 0      | 1       | Sul-Americano |
| 6.  | 3 de fevereiro de 2023 | Estádio Metropolitano de Techo, Bogotá  | 3–0       | Venezuela            | 0      | 1       | Sul-Americano |
| 7.  | 6 de fevereiro de 2023 | Estádio El Campín, Bogotá               | 2–0       | Paraguai             | 0      | 0       | Sul-Americano |
| 8.  | 9 de fevereiro de 2023 | Estádio El Campín, Bogotá               | 0–0       | Colômbia             | 0      | 0       | Sul-Americano |
| 9.  | 21 de maio de 2023     | Estádio Malvinas Argentinas, Mendoza    | 2–3       | Itália               | 0      | 0       | Copa do Mundo |
| 10. | 24 de maio de 2023     | Estádio Malvinas Argentinas, Mendoza    | 6–0       | República Dominicana | 0      | 0       | Copa do Mundo |
| 11. | 27 de maio de 2023     | Estádio Ciudad de La Plata, La Plata    | 2–0       | Nigéria              | 0      | 0       | Copa do Mundo |
| 12. | 31 de maio de 2023     | Estádio Ciudad de La Plata, La Plata    | 4–1       | Tunísia              | 0      | 0       | Copa do Mundo |

Principal
|    | Data                | Local                       | Resultado | Adversário | Gol(s) | Assist. | Competição |
| -- | ------------------- | --------------------------- | --------- | ---------- | ------ | ------- | ---------- |
| 1. | 25 de março de 2023 | Estádio Ibn Batouta, Tânger | 1–2       | Marrocos   | 0      | 0       | Amistoso   |

## Títulos
Bayer Leverkusen
- Campeonato Alemão: 2023–24
- Copa da Alemanha: 2023–24
- Supercopa da Alemanha: 2024

Seleção Brasileira
- Sul-Americano Sub-20: 2023